# Гродненский областной исполнительный комитет
Гродненский областной исполнительный комитет (бел. Гродзенскі абласны выканаўчы камітэт) — исполнительный и распорядительный орган на территории Гродненской области, который осуществляет свои полномочия в соответствии с Конституцией Республики Беларусь, Законом Республики Беларусь от 4 января 2010 г. № 108-З "О местном управлении и самоуправлении в Республике Беларусь" и иными актами законодательства. Вышестоящим органом является Совет Министров Республики Беларусь.
Председатель исполнительного комитета является высшим должностным лицом и главой исполнительной власти на территории области. Председатель назначается на должность Президентом и утверждается Советом в порядке, установленном законодательством.

## Структура

### Комитеты
- Комитет по архитектуре и строительству
- Комитет по сельскому хозяйству и продовольствию
- Комитет по труду, занятости и социальной защите
- Комитет экономики
- Комитет государственного имущества облисполкома

### Управления
- Управление делами облисполкома
- Управление жилищно-коммунального хозяйства
- Главное управление здравоохранения
- Главное управления образования
- Управление спорта и туризма
- Управление торговли и услуг
- Управление внутренних дел
- Управление культуры
- Главное управление землеустройства
- Главное управление юстиции
- Главное финансовое управление
- Главное контрольно-аналитическое управление
- Главное управление идеологической работы и по делам молодёжи
- Главное управление организационно-кадровой работы
- Отдел по защите государственных секретов, мобилизационной работе и вопросам обороны
- Отдел по работе с обращениями граждан и юридических лиц
- Отдел бухгалтерского учёта и отчётности

## Руководство
- Юрий Караев — председатель областного исполнительного комитета
- Валеватый Юрий Николаевич — первый заместитель председателя областного исполнительного комитета
- Невера Виталий Иосифович — заместитель председателя областного исполнительного комитета
- Жук Андрей Вацлавович — заместитель председателя областного исполнительного комитета
- Пранюк Виктор Францевич — заместитель председателя областного исполнительного комитета
- Курман Иван Иванович — управляющий делами областного исполнительного комитета

### Председатель
Председатель Гродненского областного исполнительного комитета — высшее должностное лицо Гродненской области. Возглавляет высший исполнительный орган государственной власти области — исполнительный комитет. Председатель назначается на должность Президентом. В обязанности председателя входит: 
- Общее руководство деятельностью Гродненского областного исполнительного комитета
- Координация деятельности исполнительных комитетов области
- Вопросы взаимодействия с Советами депутатов, органами прокуратуры, государственной безопасности, суда, комитета Государственного контроля Гродненской области, налоговыми, таможенными, пограничными и военными органами, банковскими организациями
- Решение вопросов назначения (утверждения, освобождения) и согласования назначения (освобождения) на должности работников, включенных в кадровые реестры Президента Республики Беларусь и Гродненского областного исполнительного комитета
- Руководство аттестационной комиссией по аттестации руководителей комитетов, управлений и отделов Гродненского облисполкома и их заместителей, председателей и первых заместителей председателей Гродненского городского и районных исполнительных комитетов, глав администраций районов г. Гродно, руководителей организаций, имущество которых находится в собственности Гродненской области и не подчиненных комитетам и управлениям Гродненского облисполкома
- Руководство гражданской и территориальной обороной области

### Список председателей
1. Арцименя Дмитрий Константинович (31 октября 1983 г. — 20 сентября 1993 г.)
2. Домаш Семён Николаевич (21 октября 1993 г. — 12 декабря 1994 г.)
3. Дубко Александр Иосифович (12 декабря 1994 г. — 4 февраля 2001 г.)
4. Савченко Владимир Егорович (29 марта 2001 г. — 25 января 2010 г.)
5. Шапиро Семён Борисович (20 мая 2010 г. — 14 ноября 2013 г.)
6. Кравцов Владимир Васильевич (15 ноября 2013 г. — 22 августа 2020 г.)
7. Караник Владимир Степанович (22 августа 2020 г. — 3 марта 2025 года)
8. Караев Юрий Хаджимуратович (с 31 марта 2025 года г. — по настоящее время)